# Gusla
La gusla (lingua serba: Гусла, serbo: Гусле, Gusle lingua albanese : Lahuta) è uno strumento popolare a corda singola derivato dalla lira bizantina usato nei Balcani e soprattutto nell'area delle Alpi Dinariche nell'antica Illiria e tutt'oggi in gran parte della Serbia, Montenegro a Albania.
Consiste in una cassa di risonanza in legno, solitamente d'acero oppure una zucca, ricoperta di pelle animale e con un manico intagliato finemente, avente una sola corda (in Montenegro, Bosnia, Erzegovina, Albania e in Croazia nella Zagora) o due (in Bosanska Krajina e in Lika), fatte di trenta crini di cavallo.
Viene suonata strofinando la corda con l'apposito archetto formato anch'esso da crini di cavallo.
La gusla è per lo più utilizzata per accompagnare canti popolari.